# 그랑디디에술꼬리쥐
그랑디디에술꼬리쥐(Eliurus grandidieri)는 붉은숲쥐과에 속하는 설치류의 일종이다. 분자생물학적 증거에 따르면 그랑디디에술꼬리쥐와 가장 가까운 종은 페테르술꼬리쥐(E. petteri)이다. 그러나 그랑디디에술꼬리쥐가 더 작다.

## 분포 지역
마다가스카르 섬의 토착종이다. 보통 해발 1250~1875m 고도의 중부산지림부터 상부산지림에서 서식한다. 북부 고지대와 동부 마다가스카르의 중부 고지대 북부 지역 일부에서 산다.

## 서식지 및 생태
그랑디디에술꼬리쥐는 경엽수림에서 발견되며, 부분적으로 기어오르는 종의 일종으로 추정하고 있다. 숲에 의존하는 종이고, 숲 바깥 또는 고산 지대 초원에서는 포획되지 않지만 수림 한계선 바로 아래 지역에서 발견될 수 있다. 암컷 그랑디디에술꼬리쥐는 최대 3마리까지 새끼를 낳는 것으로 간주된다.

## 보전 상태
그랑디디에술꼬리쥐는 현지에 널리 분포하기 때문에 IUCN 적색 목록에서 "관심대상종"으로 분류되고 있다. 개체수 추이는 아직 알려지지 않았다. 서식지에서 경작지로 전환하기 위해 산림 벌채가 있지만, 종을 위협하는 종으로 등재될 수 있을 만큼 산림 벌채로 인한 개체수 감소가 충분히 나타나지 않는다. 붉은숲쥐과의 모든 종, 특히 해발 800m 이상에서 흔한 종들은 도입종 설치류로부터 옮겨진 전염병으로 사망율이 100%라는 충분한 증거가 있으며, 이는 지역화된 것을 추정된다. 보호 지역 3곳(안자나하리베-수드 특별보존지구, 마로제지 국립공원)에서 서식한다.